# Wózek golfowy

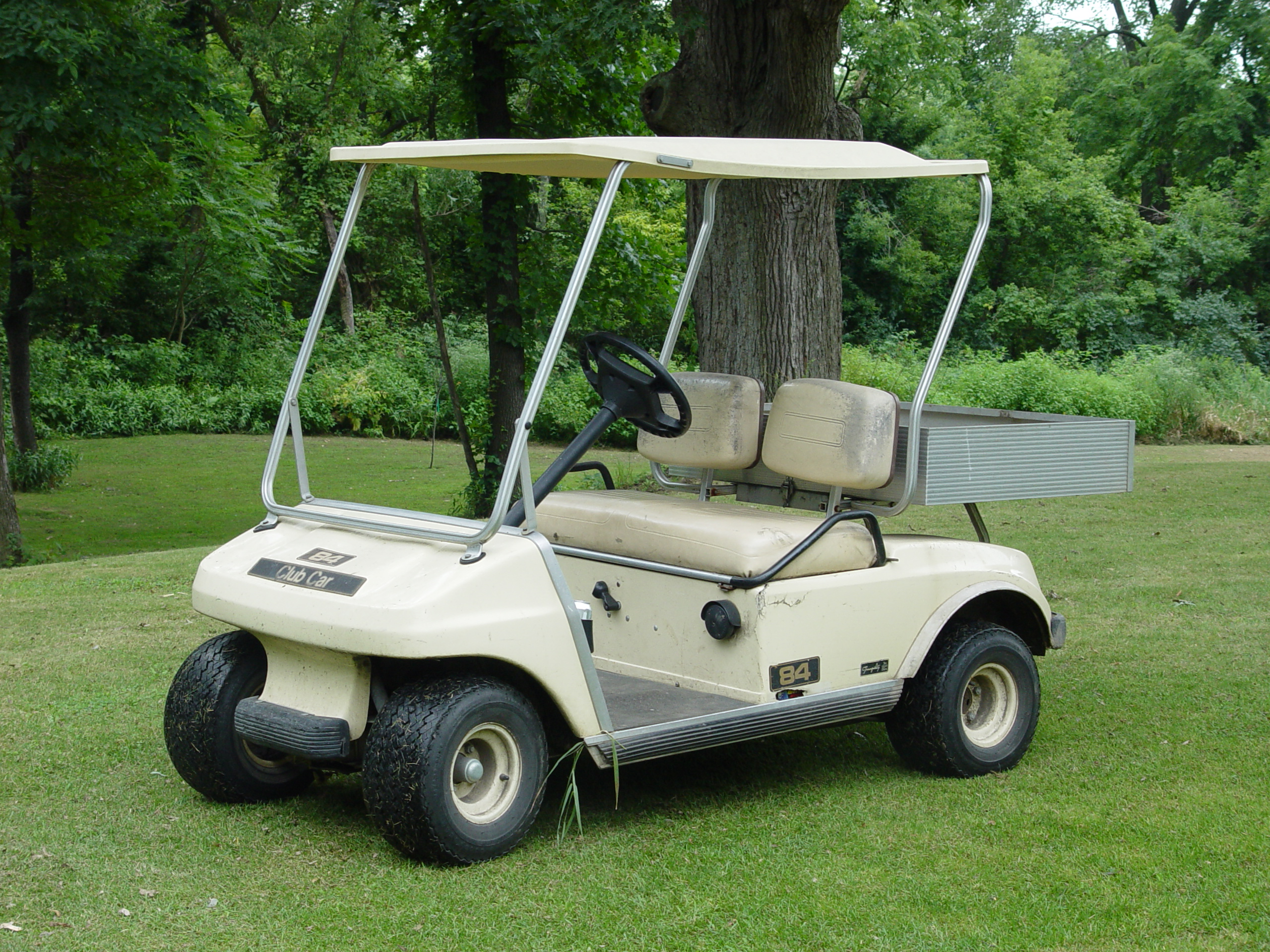
Wózek golfowy

Wózek golfowy – niewielki pojazd służący golfistom do przemieszczania się po polu golfowym z wyposażeniem ułatwiającym transport akcesoriów niezbędnych do gry. Najczęściej jest to pojazd o napędzie elektrycznym.